# La voix du bon Dieu (cântec)
„La voix du bon Dieu” este un cântec al interpretei Celine Dion. Acesta reprezintă cel de-al doilea disc single de pe albumul de debut al interpretei La voix du bon Dieu. Lansat în luna octombrie a anului 1981, acesta a obținut poziția cu numărul 11 în clasamentul Quebec Singles Chart.

## Lista cântecelor
Disc de 7" distribuit în Canada
1. „La voix du bon Dieu” – 3:22
2. „Autour de moi” – 3:00

## Clasamente
| Clasament            | Poziția maximă | Referință |
| -------------------- | -------------- | --------- |
| Quebec Singles Chart | 11             | [ 2 ]     |